# Фор Појнтс (Тексас)
Фор Појнтс (енгл. Four Points) насељено је место без административног статуса у америчкој савезној држави Тексас.

## Демографија
По попису из 2010. године број становника је 18.
| Група             | 2000.    | 2010.      |
| Белци             | 0 (0,0%) | 1 (5,6%)   |
| Афроамериканци    | 0 (0,0%) | 0 (0,0%)   |
| Азијати           | 0 (0,0%) | 0 (0,0%)   |
| Хиспаноамериканци | 0 (0,0%) | 17 (94,4%) |
| Укупно            | 0        | 18         |